# Bucze (Basse-Silésie)
Pour les articles homonymes, voir Bucze.
Bucze est une localité polonaise de la gmina de Grębocice, située dans le powiat de Polkowice en voïvodie de Basse-Silésie.